# آببر ستوندن (بيدفوردشير)
آببر ستوندن (بالإنجليزية: Upper Stondon)‏ هي قرية تقع في المملكة المتحدة في شرق إنجلترا.